# Frans Koppelaar
Frans Thomas Koppelaar (Den Haag, 23. travnja 1943. - ), nizozemski slikar
Od 1963. – 1969. godine pohađao je Kraljevsku akademiju Haagu. U Amsterdam se preselio 1968. godine
Njegovi krajolici i gradski prikazi Amesterdama podsjećaju na tradiciju klasične škole iz Haaga. 

## Vanjske poveznice
- Službena stranica